# Riva Blanche
Riva Blanche Toledo Sztejnberg (Rio de Janeiro, 19 de setembro de 1936 — Rio de Janeiro, 25 de setembro de 2004), conhecida profissionalmente como Riva Blanche, foi uma atriz, garota-propaganda e apresentadora brasileira.

## Biografia
Nascida no Rio de Janeiro, Filha de Aaron Sztejnberg e de Molca Blanche Toledo Sztejnberg, 
Riva Blanche foi uma das primeiras apresentadoras da televisão brasileira.
Estreou junto com a televisão como apresentadora do programa Circo do Arrelia. Dentre os programas mais famosos que apresentou, está O Mundo É das Mulheres, na década de 50 na TV Paulista, ao lado de Yara Lins e Hebe Camargo. Apresentou também Espetáculos Tonelux, na TV Tupi.
Como atriz de cinema, participou de vários filmes durante os anos 50. Como atriz de televisão, trabalhou em algumas produções da TV Tupi e da TV Globo.
Foi casada com Maurício Sherman durante os anos 1950, 1960 e 1970, depois se casou com Robert Smith McClintock em 1977 até a morte dele em 2003.
O Último Trabalho dela foi em Pai Herói em 1979, Abandonou a Carreira e morou nos anos 80 em Miami, naturalizou-se Norte-americana, após a Morte do seu esposo Robert voltou ao Brasil em 2003.
Faleceu em seu apartamento no Rio de Janeiro em 25 de setembro de 2004, por Câncer, após completar 68 anos.

## Televisão
Como apresentadora
- 1953 - Circo do Arrelia
- 1957 - O Mundo É das Mulheres
- 1964 - Espetáculos Tonelux

Como atriz
- 1958 - Teatrinho Trol - Vários Personagens
- 1961/1963 - Devagar com a Louça - Vários Personagens
- 1965 - A Outra - Nara
- 1966 - O Rei dos Ciganos - Baronesa Von Grauben
- 1969 - Um Gosto Amargo de Festa - Dagmar
- 1973 - Carinhoso - Mariana
- 1979 - Pai Herói - Nenê

## Cinema
- 1955 - Rio 40 Graus
- 1957 - Espírito de Porco
- 1959 - O Homem do Sputnik
- 1959 - Mulheres, Cheguei!
- 1960 - A Viúva Valentina
- 1963 - Crime no Sacopã
- 1964 - Sangue na Madrugada